# Myllyjärvi (Korpilombolo socken, Norrbotten)
Myllyjärvi är en sjö i Pajala kommun i Norrbotten och ingår i Kalixälvens huvudavrinningsområde. Sjön har en area på 0,424 kvadratkilometer och ligger 146 meter över havet. Sjön avvattnas av vattendraget Myllyjoki.

## Delavrinningsområde
Myllyjärvi ingår i det delavrinningsområde (742699-181088) som SMHI kallar för Inloppet i Teurajärvi. Medelhöjden är 160 meter över havet och ytan är 6,87 kvadratkilometer. Räknas de 5 avrinningsområdena uppströms in blir den ackumulerade arean 66,11 kvadratkilometer. Myllyjoki som avvattnar avrinningsområdet har biflödesordning 3, vilket innebär att vattnet flödar genom totalt 3 vattendrag innan det når havet efter 145 kilometer. Avrinningsområdet består mestadels av skog (56 procent) och sankmarker (23 procent). Avrinningsområdet har 0,42 kvadratkilometer vattenytor vilket ger det en sjöprocent på 6,2 procent.